# Laterina
Laterina település Olaszországban, Toszkána régióban, Arezzo megyében. Lakosainak száma 3486 fő (2018. január 1.). Laterina Castiglion Fibocchi, Civitella in Val di Chiana, Pergine Valdarno, Terranuova Bracciolini és Arezzo községekkel határos.
2023-ban olasz kutatók arra a következtetésre jutottak, hogy a településen található ókori híd látható a Mona Lisa hátterében.

## Népesség
A település lakossága az elmúlt években az alábbi módon változott:

| 2017 | 3 504 |
| 2018 | 3 486 |